# Microtus mustersi
Microtus mustersi är en gnagare i släktet åkersorkar som förekommer i norra Afrika. Populationen listades en längre tid som synonym till Microtus guentheri. Enligt Handbook of the Mammals of the World (2017) godkänns den som art på grund av avvikande genetiska egenskaper.
Denna gnagare blir utan svans 99 till 124 mm lång, svanslängden är 20 till 31 mm och viktuppgifter saknas. Den korta och mjuka pälsen har på ovansidan en brun färg och kroppen sidor är ljusare samt mer gulaktiga. På undersidan finns ljusgrå päls med krämfärgade nyanser. Honans spenar är ordnade i par. Fyra ligger på bröstet och fyra vid ljumsken. Jämförd med Microtus guentheri är öronen inte lika hårig och svansen är längre i jämförelse med andra kroppsdelar.
Utbredningsområdet ligger i Libyen vid Medelhavet i regionen Cyrenaika. Exemplaren lever i låglandet och i kulliga områden upp till 750 meter över havet. Landskapet är nära havet sandig och täckt av buskar som tamarisker och gräs. I kulliga landskap är jorden fastare och täckt av olika växter. Microtus mustersi besöker även jordbruksmark.
Enligt ett fåtal undersökningar har hannar och honor även under parningstiden skilda underjordiska bon. Reviret markeras med urin. Exemplaren är nattaktiva och kommer för födosöket upp till ytan.
IUCN infogar populationen fortfarande i Microtus guentheri.